# Route nationale 6 (Guadeloupe)
Pour les articles homonymes, voir Route nationale 6.
La route nationale 6, ou RN 6, est une route nationale française en Guadeloupe de 26 km, qui relie Morne-à-l'Eau à Anse-Bertrand.

## Tracé
- Morne-à-l'Eau
- Petit-Canal
- Port-Louis
- Anse-Bertrand

## Sites desservis ou traversés
- Monument aux morts d'Anse-Bertrand, inscrit aux monuments historiques